# Бат (Самерсет)
Бат (енгл. Bath) је град у Уједињеном Краљевству у Енглеској у грофовији Самерсет. Налази се 99 km западно од Лондона и 13 km југоисточно од Бристола. Према процени из 2007. у граду је живело 94.650 становника. Познат је по своја три термална извора. Статус града добио је 1590.
Бат је под заштитом Унеска.

## Историја
Град је настао као бања названа латинским именом Aquae Sulis у доба Римљана, 43. године нове ере, мада вербална традиција наводи да је Бат био познат и пре тога. Његова купалишта су љековита за већи број хроничних обољења. Град је прожет георгијанским архитектонским стилом као што је Краљевски месец.

## Географија

### Клима
| Клима (Бат)                | Клима (Бат)  | Клима (Бат)  | Клима (Бат)  | Клима (Бат)  | Клима (Бат)  | Клима (Бат)  | Клима (Бат)  | Клима (Бат)  | Клима (Бат)  | Клима (Бат)  | Клима (Бат)  | Клима (Бат) | Клима (Бат)    |
| Показатељ \ Месец          | .Јан.        | .Феб.        | .Мар.        | .Апр.        | .Мај.        | .Јун.        | .Јул.        | .Авг.        | .Сеп.        | .Окт.        | .Нов.        | .Дец.       | .Год.          |
| -------------------------- | ------------ | ------------ | ------------ | ------------ | ------------ | ------------ | ------------ | ------------ | ------------ | ------------ | ------------ | ----------- | -------------- |
| Средњи максимум, °C (°F)   | 8,1 (46,6)   | 8,3 (46,9)   | 10,6 (51,1)  | 12,9 (55,2)  | 16,5 (61,7)  | 19,3 (66,7)  | 21,7 (71,1)  | 21,5 (70,7)  | 18,6 (65,5)  | 14,8 (58,6)  | 11,1 (52)    | 9,0 (48,2)  | 14,4 (57,9)    |
| Средњи минимум, °C (°F)    | 1,4 (34,5)   | 1,3 (34,3)   | 2,7 (36,9)   | 3,7 (38,7)   | 6,8 (44,2)   | 9,7 (49,5)   | 11,9 (53,4)  | 11,7 (53,1)  | 9,6 (49,3)   | 6,9 (44,4)   | 3,6 (38,5)   | 2,4 (36,3)  | 6,0 (42,8)     |
| Количина падавина, mm (in) | 72,0 (28,35) | 55,6 (21,89) | 56,6 (22,28) | 47,3 (18,62) | 48,9 (19,25) | 57,2 (22,52) | 48,9 (19,25) | 56,6 (22,28) | 64,5 (25,39) | 67,9 (26,73) | 65,8 (25,91) | 83,3 (32,8) | 724,5 (285,24) |
| [ тражи се извор ]         |              |              |              |              |              |              |              |              |              |              |              |             |                |

## Становништво
Према процени, у граду је 2008. живело 94.650 становника.
| 1981.  | 1991.  | 2001.  |
| ------ | ------ | ------ |
| 84.283 | 85.202 | 90.144 |

## Партнерски градови
- Брауншвајг
- Алкмар
- Екс ан Прованс